# 動脈瘤
動脈瘤（どうみゃくりゅう）とは、動脈の壁の一部が何らかの要因で薄くなり、その血管が膨らむことで発病する循環器病。同様の疾患が静脈に生じた場合は静脈瘤と呼ばれる。

## 原因
動脈硬化や外傷性のものが考えられる。炎症や遺伝性のものも考えられる。

## 病態
動脈瘤自体を圧迫することによって痛みを感じるが、一般的には無症状。しかし、動脈瘤が破裂すると、意識が飛ぶほどの激痛に襲われ、死亡するケースも多い。

## 検査
CT、MRAなどが有効である。

## 診療科
- 循環器科